# Catocala agamos
Catocala agamos là một loài bướm đêm trong họ Erebidae.